# ベラシ・F1 70
ベラシ・F1 70 (Bellasi F1 70) は、ベラシが開発したフォーミュラ1カー。1970年と1971年のF1世界選手権にシルビオ・モーザーのドライブで出走した。予選を通過したのは2回のみであったが、いずれも技術的な問題が原因でリタイアした。

## 歴史
1969年にスイス人ドライバーのシルビオ・モーザーは、それまで所属していたシャルル・ホーゲルからチームを購入した。新チームとしてシルビオ・モーザー・レーシングチームが設立され、ファクトリーマシンであったブラバム・BT24を購入して参戦した。7戦に出場しアメリカグランプリでは6位入賞、1ポイントを獲得した。1970年、レギュレーションの変更によってそれまでのように旧型のブラバムのシャシーを購入して参戦するわけにはいかなくなり、モーザーはオリジナルのシャシーを用意しなければならなくなった。
ベラシ・F1 70はアルミニウム製モノコックシャシーにコスワースV8を搭載した。マシンはシーズン序盤に間に合わず、第5戦のオランダグランプリでようやく登場したが、予選は最下位の24位で決勝には出場できなかった。続くフランスグランプリも予選23台中21位で決勝には進出できなかった。予選を最下位で通過したグラハム・ヒルとは0.26秒差であった。チームは予算不足でイギリスグランプリを欠場、ドイツグランプリには出場したもののここでも予選落ちした。続くオーストリアグランプリでようやく予選を通過する。決勝では13周目にエンジンのオーバーヒートでリタイアとなった。イタリアグランプリでも予選落ちし、その後シーズン後半は出場を放棄した。
1971年シーズンはイタリアグランプリのみの参戦であった。予選は通過したものの、決勝は5周目にサスペンショントラブルでリタイアとなった。このグランプリがベラシとモーザーにとって最後のグランプリとなった。

## F1における全成績
(key) （太字はポールポジション）
| 年     | 所属チーム                               | シャシー | 1   | 2   | 3   | 4   | 5       | 6       | 7   | 8       | 9       | 10      | 11  | 12  | 13  | WDC | ポイント |
| ------ | ---------------------------------------- | -------- | --- | --- | --- | --- | ------- | ------- | --- | ------- | ------- | ------- | --- | --- | --- | --- | -------- |
| 1970年 | ベラシ／シルビオ・モーザー               | F1 70    | RSA | ESP | MON | BEL | NED DNQ | FRA DNQ | GBR | GER DNQ | AUT Ret | ITA DNQ | CAN | USA | MEX | NC  | 0        |
| 1971年 | ベラシ／ジョリークラブ・スウィツァランド | F1 70    | RSA | ESP | MON | NED | FRA     | GBR     | GER | AUT     | ITA Ret | CAN     | USA |     |     | NC  | 0        |